# Agelenopsis actuosa
Agelenopsis actuosa är en spindelart som först beskrevs av Willis J. Gertsch och Ivie 1936.  Agelenopsis actuosa ingår i släktet Agelenopsis och familjen trattspindlar. Inga underarter finns listade i Catalogue of Life.

## Bildgalleri

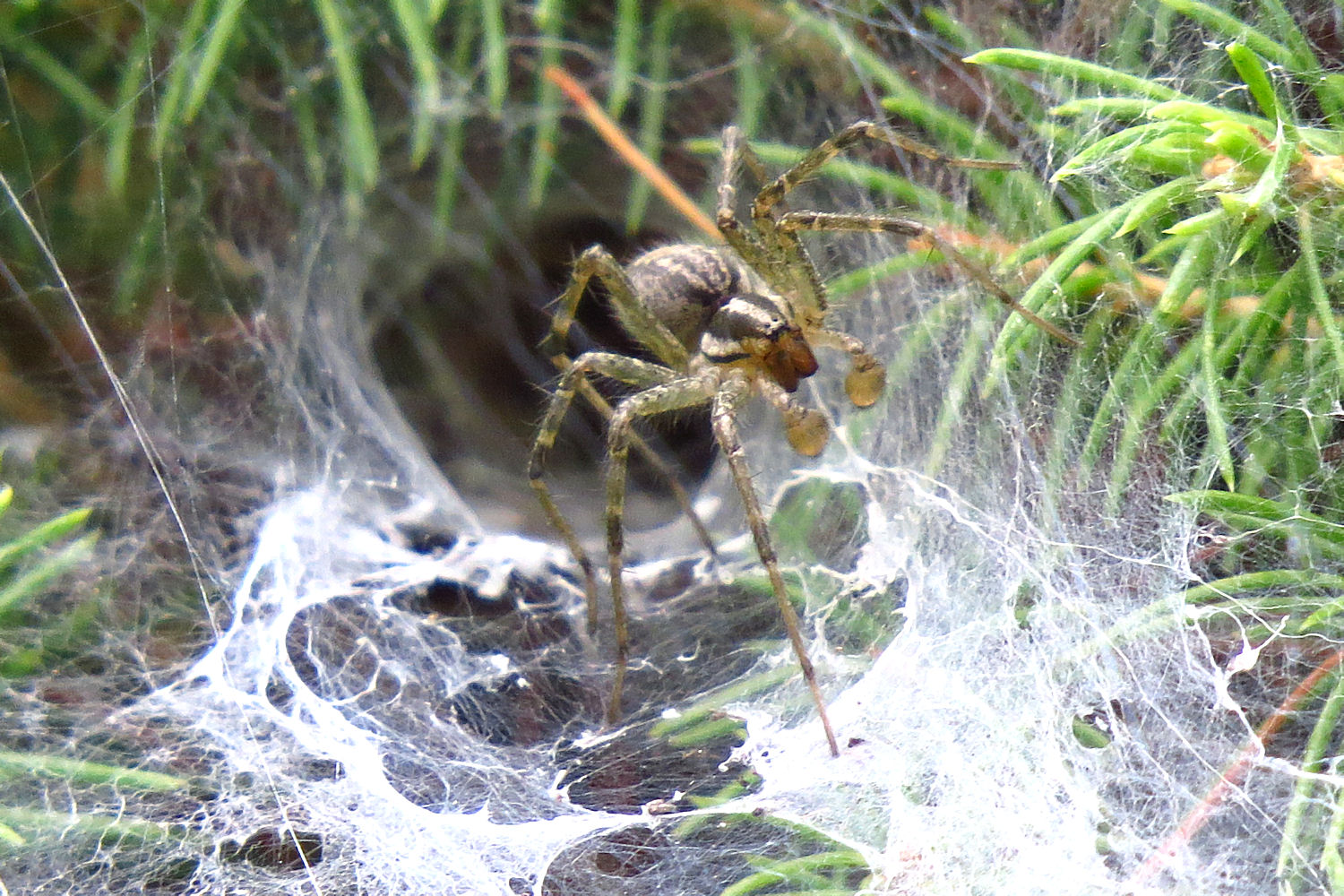